# Protesilaus earis
Protesilaus earis is een vlinder uit de familie van de pages (Papilionidae). De wetenschappelijke naam werd gepubliceerd in 1906 door Lionel Walter Rothschild & Karl Jordan.